# 穆棱铁路公交
穆棱铁路公交是位于黑龙江省穆棱市的鐵路公交項目，由滨绥铁路牡綏段穆棱站到穆棱镇的老穆陵站，目的是解決滨绥铁路牡綏段擴能改造后，穆棱站搬迁导致穆稜鎮群眾出行不便的問題。

## 抗议事件
2015年12月10日，为配合滨绥铁路牡綏段电气化工程，穆棱车站搬迁至离原站址12.5公里的兴源镇。由于当地雪后封路，铁路成为当地居民冬季唯一的出行方式，因而引发当地群众不满。在车站搬迁前一日上午100多名群众在穆棱市穆棱镇境内阻挡火车，导致牡丹江至虎林方向6223次列车停滞。事件发生后，当地政府组织公安、特警、铁路等相关部门赶赴现场及时处置，协调6223次列车在老穆陵火车站外临时停车，并疏导劝返群众。将群众劝返后，6223次列车于11:50分恢复通车，列车停滞时间1小时43分。

## 开行
事后，2016年4月哈尔滨铁路局开始在新老穆棱站之间进行铁路公交项目建设，工程包括保留老穆陵站至伊林站之间12公里既有铁路，并修建原伊林站至穆棱新站铁路2.6公里，以铁路公交的形式经营老穆陵站至穆棱新站间的线路。2016年7月4日，位于老穆陵站和新穆棱站之间的穆棱铁路公交正式开行。

## 运营
穆棱铁路公交全长14.6千米，停靠老穆陵站、伊林站、穆棱站，3个车站，每天7个往返车次，单程票价为3元，用时26分钟。然而2020年2月1日哈尔滨铁路局宣布穆棱铁路公交停运，至今尚未恢复运营。

## 车辆
穆棱铁路公交由两辆内燃金鹰轨道车与1节客车编成，轨道车位于列车头尾，以利列车到终点站后不必换向。穆棱铁路公交的车辆属于机辆模式，但动力组成与动力集中式列车相同，因此被戏称为“金鹰动车组”。